# La guerra è finita (singolo)
La guerra è finita è un brano musicale del gruppo indie rock italiano Baustelle, estratto come primo singolo dall'album La malavita e pubblicato nel 2005 dall'etichetta discografica WMI.

## Il brano
Francesco Bianconi ha descritto il brano dicendo:
(Francesco Bianconi)
Il singolo è stato pubblicato il 21 ottobre 2005.

## Il video
Il videoclip della canzone, diretto da Lorenzo Vignolo, è girato interamente a Genova; narra la storia di una facoltosa ragazza adolescente (interpretata da Alison Julia Forest) che, per sfuggire al mondo troppo perbenista dei genitori, vive una seconda vita, disordinata e aggressiva, compiendo atti di bullismo come rubare dai negozi, scontrarsi fisicamente con ragazzi di strada, trattare con spacciatori.
La ragazza appare sempre più confusa, e dopo un attimo di riflessione, in una sorta di cantiere con slogan che inneggiano alla libertà, ritorna a casa piangendo e, guardandosi allo specchio sembra ritrovare un leggero sorriso, proprio di chi ha trovato una via di fuga; nella canzone la fuga è il suicidio ma ciò nel video non viene espressamente mostrato.